# Coulommes-et-Marqueny
Coulommes-et-Marqueny, ou simplement appelée Coulommes, est une commune française, située dans le département des Ardennes en région Grand Est, entre Mazagran et Attigny.

## Géographie
| Vaux-Champagne | Sainte-Vaubourg       | Chuffilly-Roche |
| Pauvres        | Coulommes-et-Marquery | Chardeny        |
| Dricourt       | Leffincourt           | Quilly          |

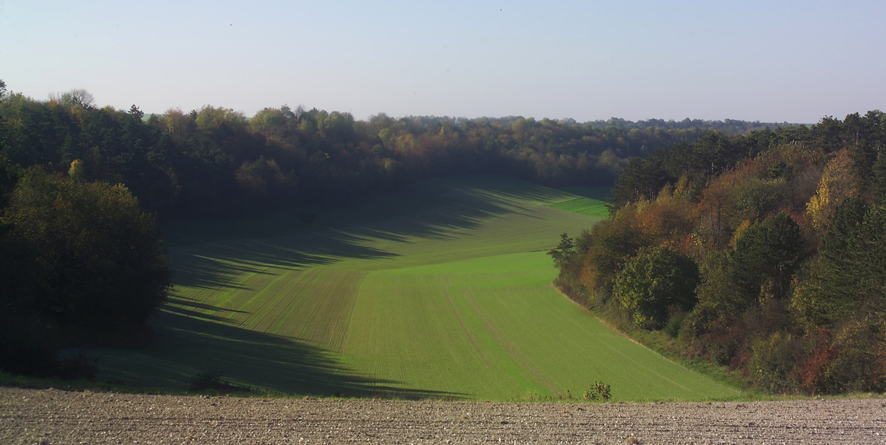
Paysage de Coulommes.

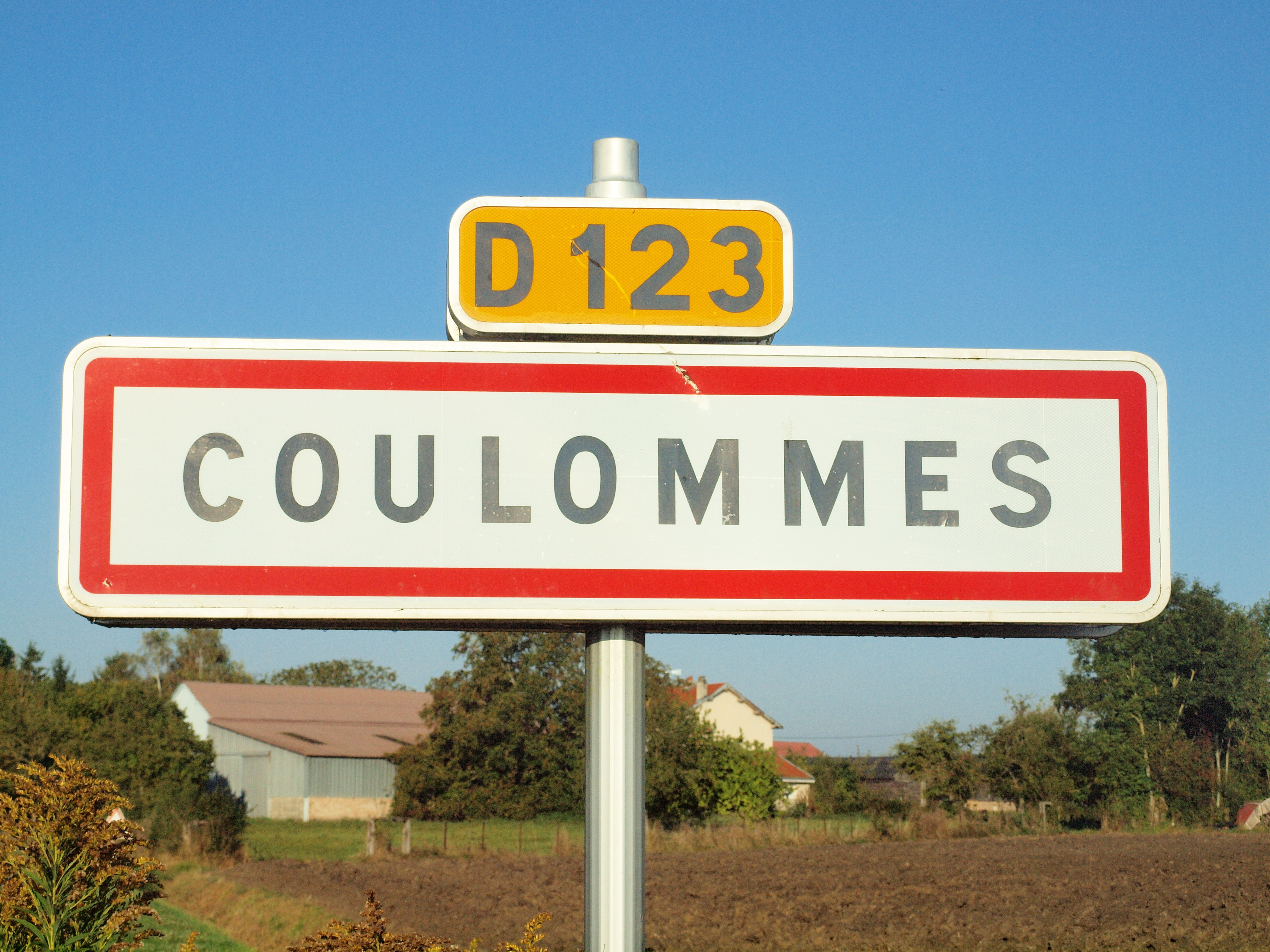
Panneau à l'entrée de Coulommes.

Le village de Coulommes se trouve dans une région de talus qui borde la vallée de l'Aisne que l'on appelle Monts de Champagne ou Monts de craie.
L'un de ces monts, à la limite sud-est de la commune, culmine à 172 mètres alors que le village de Coulommes et le hameau de Marqueny ne s'élèvent qu'à 105 mètres environ, dans une petite vallée où coule la Loire (affluent de l'Aisne).
La butte de Bourcq, un peu plus au sud-est, domine toute la région.

### Hydrographie
La commune est dans la région hydrographique « la Seine du confluent de l'Oise (inclus) à l'embouchure » au sein du bassin Seine-Normandie. Elle est drainée par la Loire, le ruisseau de Louvergny, le cours d'eau 01 de la commune de Coulommes-et-Marqueny et le cours d'eau 01 de la commune de Chuffilly-Roche,.
La Loire, d'une longueur de 10 km, prend sa source dans la commune et se jette dans l'Aisne à Voncq, après avoir traversé trois communes.

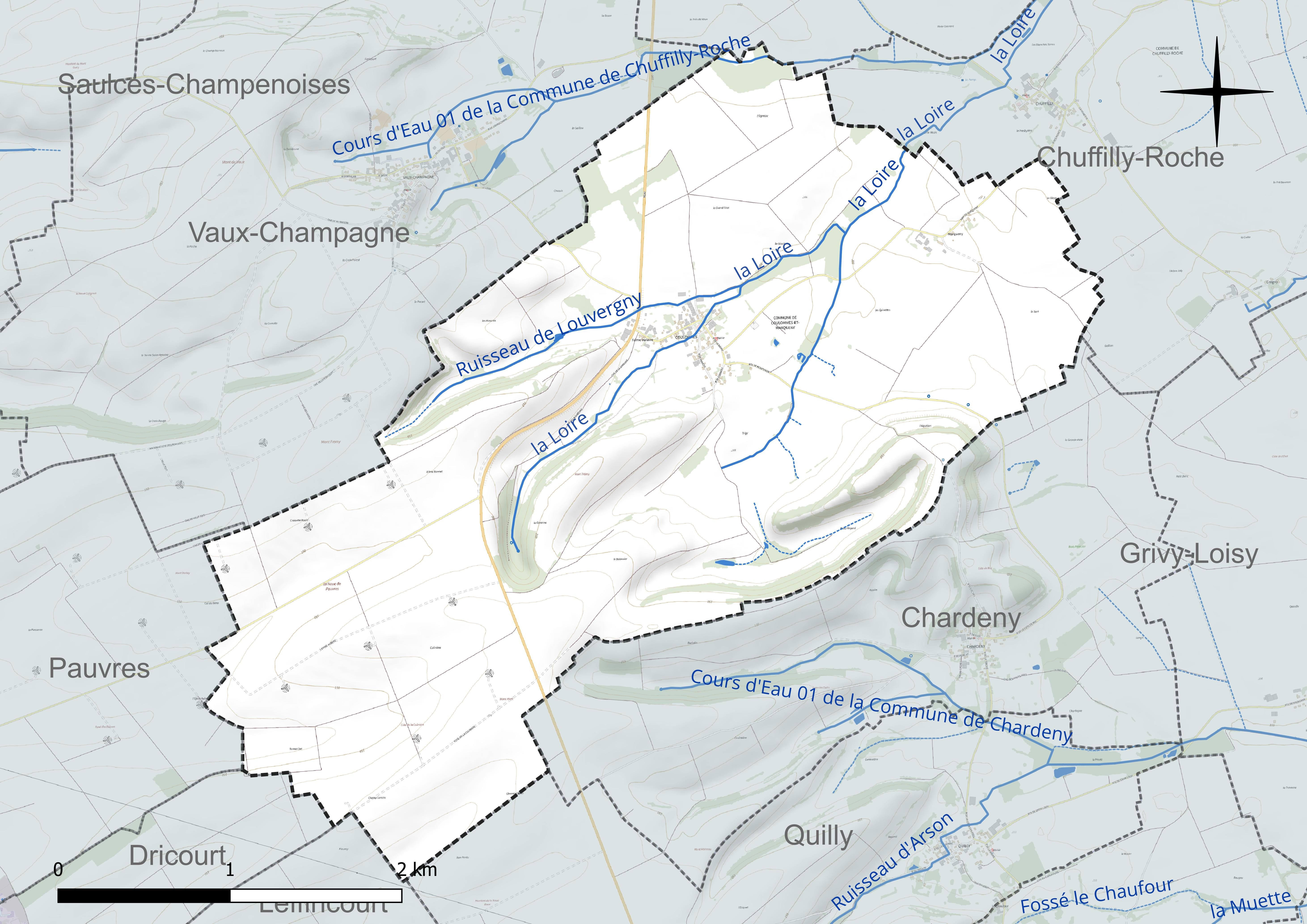
Réseau hydrographique de Coulommes-et-Marqueny.

### Climat
Pour des articles plus généraux, voir Climat du Grand Est et Climat des Ardennes.
En 2010, le climat de la commune est de type climat océanique dégradé des plaines du Centre et du Nord, selon une étude du Centre national de la recherche scientifique s'appuyant sur une série de données couvrant la période 1971-2000. En 2020, Météo-France publie une typologie des climats de la France métropolitaine dans laquelle la commune est exposée à un climat océanique altéré et est dans la région climatique Nord-est du bassin Parisien, caractérisée par un ensoleillement médiocre, une pluviométrie moyenne régulièrement répartie au cours de l’année et un hiver froid (3 °C).
Pour la période 1971-2000, la température annuelle moyenne est de 10,4 °C, avec une amplitude thermique annuelle de 15,7 °C. Le cumul annuel moyen de précipitations est de 789 mm, avec 12,7 jours de précipitations en janvier et 8,8 jours en juillet. Pour la période 1991-2020, la température moyenne annuelle observée sur la station météorologique de Météo-France la plus proche, « Saulces-Champenoises », sur la commune de Saulces-Champenoises à 6 km à vol d'oiseau, est de 11,0 °C et le cumul annuel moyen de précipitations est de 691,6 mm. 
La température maximale relevée sur cette station est de 41,1 °C, atteinte le 25 juillet 2019 ; la température minimale est de −13,9 °C, atteinte le 7 février 2012,,.
Les paramètres climatiques de la commune ont été estimés pour le milieu du siècle (2041-2070) selon différents scénarios d'émission de gaz à effet de serre à partir des nouvelles projections climatiques de référence DRIAS-2020. Ils sont consultables sur un site dédié publié par Météo-France en novembre 2022.

## Urbanisme

### Typologie
Au 1er janvier 2024, Coulommes-et-Marqueny est catégorisée commune rurale à habitat très dispersé, selon la nouvelle grille communale de densité à 7 niveaux définie par l'Insee en 2022.
Elle est située hors unité urbaine et hors attraction des villes,.

### Occupation des sols
L'occupation des sols de la commune, telle qu'elle ressort de la base de données européenne d’occupation biophysique des sols Corine Land Cover (CLC), est marquée par l'importance des territoires agricoles (97,6 % en 2018), une proportion identique à celle de 1990 (97,6 %). La répartition détaillée en 2018 est la suivante :
terres arables (86,2 %), prairies (7,5 %), zones agricoles hétérogènes (3,9 %), zones urbanisées (2,4 %). L'évolution de l’occupation des sols de la commune et de ses infrastructures peut être observée sur les différentes représentations cartographiques du territoire : la carte de Cassini (XVIIIe siècle), la carte d'état-major (1820-1866) et les cartes ou photos aériennes de l'IGN pour la période actuelle (1950 à aujourd'hui).

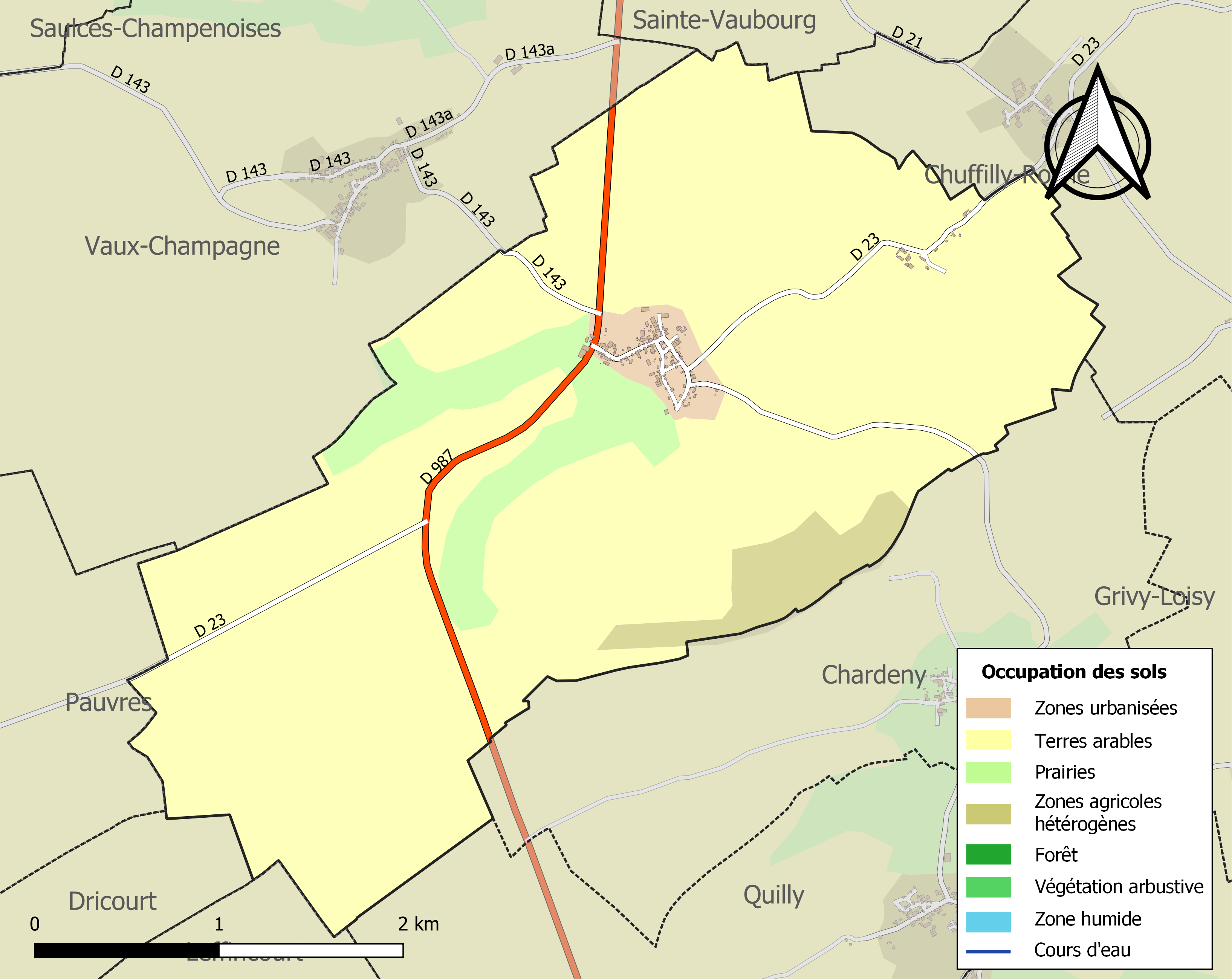
Carte des infrastructures et de l'occupation des sols de la commune en 2018 (CLC).

## Toponymie
Coulommes est attesté sous les formes villa Colunnia en 916, a Coulombes en 1325, de Coulommes en 1312.

Pluriel de l'oïl colome « colonne », probablement pour désigner le colombage de bois d'une maison, une maison à colombage, ou issu de columna, colonne, une colonne, une colonne de pierre, cylindrique ou parallélépipédique. Pour certaines d’entre elles, il pouvait s’agir non pas de marquer une quelconque distance mais une limite de territoire.[réf. nécessaire]
Marqueny est issu du mot germanique Mark signifiant, aussi, une « limite, marque, borne ».[réf. nécessaire]

## Histoire
Le territoire de la commune a été occupé dès l'époque préhistorique. Une voie romaine longe ce même territoire au nord.
Le bourg de Coulommes est cité à partir du Xe siècle, en particulier dans la charte de Charles le Simple. Ce territoire passe des rois de France aux comtes de Champagne puis aux archevêques de Reims. Une première charte d'affranchissement est promulguée au début du XIIIe siècle, en même temps que celle d'Attigny.
L'archevêché inféode cette seigneurie, et une série de seigneurs laïcs se succèdent dont, notamment les Apremont et les Estoquoy.
La période de la Révolution française est un peu agitée, le maître d'école se révélant un passionné jacobin et faisant arrêter quelques personnes du village, emprisonnés comme suspects à la prison de la Chartreuse du Mont-Dieu.

## Politique et administration
| Période                                  | Période      | Identité        | Étiquette | Qualité               |
| ---------------------------------------- | ------------ | --------------- | --------- | --------------------- |
| avant 1981                               | ?            | Raymond Decloux |           |                       |
| 1983                                     | 2025 (décès) | Guy Decloux     |           | Agriculteur, retraité |
| Les données manquantes sont à compléter. |              |                 |           |                       |

## Démographie
L'évolution du nombre d'habitants est connue à travers les recensements de la population effectués dans la commune depuis 1793. Pour les communes de moins de 10 000 habitants, une enquête de recensement portant sur toute la population est réalisée tous les cinq ans, les populations de référence des années intermédiaires étant quant à elles estimées par interpolation ou extrapolation. Pour la commune, le premier recensement exhaustif entrant dans le cadre du nouveau dispositif a été réalisé en 2008.

En 2022, la commune comptait 75 habitants, en évolution de −15,73 % par rapport à 2016 (Ardennes : −2,97 %, France hors Mayotte : +2,11 %).
| 1793 | 1800 | 1806 | 1821 | 1831 | 1836 | 1841 | 1846 | 1851 |
| ---- | ---- | ---- | ---- | ---- | ---- | ---- | ---- | ---- |
| 281  | 251  | 338  | 339  | 386  | 387  | 386  | 407  | 409  |

| 1866 | 1872 | 1876 | 1881 | 1886 | 1891 | 1896 | 1901 | 1906 |
| ---- | ---- | ---- | ---- | ---- | ---- | ---- | ---- | ---- |
| 393  | 373  | 335  | 311  | 297  | 291  | 273  | 247  | 251  |

| 1911 | 1921 | 1926 | 1931 | 1936 | 1946 | 1954 | 1962 | 1968 |
| ---- | ---- | ---- | ---- | ---- | ---- | ---- | ---- | ---- |
| 250  | 164  | 192  | 160  | 147  | 147  | 156  | 131  | 113  |

| 1975 | 1982 | 1990 | 1999 | 2006 | 2008 | 2013 | 2018 | 2022 |
| ---- | ---- | ---- | ---- | ---- | ---- | ---- | ---- | ---- |
| 92   | 84   | 107  | 87   | 92   | 94   | 92   | 78   | 75   |

## Culture locale et patrimoine

### Lieux et monuments

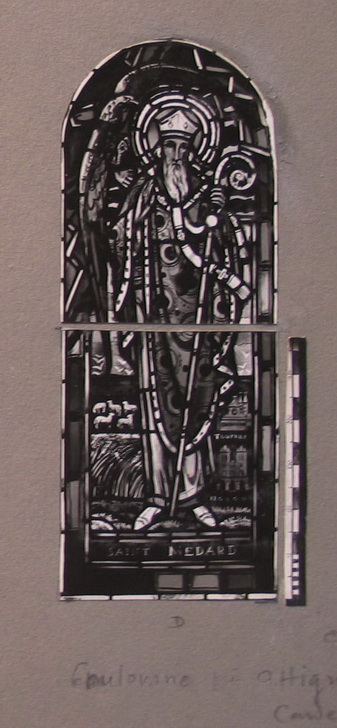
Détail de l'église.

- Ferme de Malval où vécut Paul Verlaine.
- Église Saint-Pierre de Coulommes-et-Marqueny : la nef basilicale de quatre travées, avec des arcades en plein cintre portant sur des piles carrées à impostes moulurées saillantes, et couverte d'un plancher est une partie romane. Vitraux du XXe siècle, de l'atelier Jacques Simon (lignée de maîtres-verriers rémois).

### Personnalités liées à la commune
- Hubert Fontaine dit Hubert le Jardinier.
- Paul Verlaine et Lucien Létinois, né à Coulommes le 27 février 1860 et y a vécu avec Paul Verlaine au lieu-dit Malval[17].